# Lars Jakobsen
Pour l’article ayant un titre homophone, voir Lars Jacobsen.
Lars Jakobsen (né le 4 novembre 1961 au Danemark) est un joueur international de football danois.